# Брюховецкая, Дарья Дмитриевна
Дарья Дмитриевна Брюховецкая (урождённая — Долгорукова; 1639, Москва — 1669, Чигирин) — жена украинского гетмана Ивана Брюховецкого.

## Происхождение
Происходила из боярского и княжеского рода Долгоруковых. Отцом считается Дмитрий Долгоруков, который был царским окольничим. Матерью долгое время считалась Ирина Ильинична Милославская, сестра Марии Милославской — жены московского царя Алексея I.
Впрочем, по версии исследователя Вадима Модзалевского Дария была падчерицей Дмитрия Долгорукова. Её матерью на самом деле была четвертая жена Долгорукова — Прасковья Тимофеевна Елагина (сестра Ивана Елагина, главы всех московских стрельцов) от своего первого мужа Олферия Исканского. На данный момент большинство исследователей согласны с последней версией. Этим объясняются разные сведения относительно брака Брюховецкого на представительнице Долгоруковых, Елагиных и Исканских, почему долгое время считалось, что украинский гетман имел несколько браков с женщиной по имени Дария.

## Биография
Родилась в 1639 году в Москве. В 1665 году вышла замуж за украинского гетмана Ивана Брюховецкого. Вместе с ним на Украину прибыли московские слуги, который стали вводить при гетманском дворе свои нравы.
Когда Дария впервые забеременела, то они с мужем заболели и она потеряла ребёнка. После этого Брюховецкий начал охоту на ведьм, казнил шестерых «баб», в том числе жену гадячского полковника.
17 июня 1668 Брюховецкий был убит, а его преемник — Петр Дорошенко — взял экс-гетманшу в плен и отправил в Чигирин вместе с её детьми. Где она и умерла в апреле или мае 1669 года.
Маленькую дочь Брюховецкого отправили в Гадяч, где она подросла и впоследствии стала женой черниговского полковника Григория Самойловича — сына другого украинского гетмана Ивана Самойловича.

## Семья
- Отец — Долгоруков Дмитрий Алексеевич (1612—1674), воевода в Казани, Новгороде, Астрахани
- Мать — Елагина Прасковья Тимофеевна (Исканская)
- Муж — Иван Брюховецкий (1623—1668)
- Дети — (1666), (1667), (1668)